# Guttulinae
Guttulinae is een onderfamilie van weekdieren uit de klasse van de Gastropoda (slakken).

## Geslachten
- Guttula Schepman, 1908
- Sericogyra Marshall, 1988